# Karne Szomeron
Karne Szomeron (hebr. קרני שומרון) – samorząd lokalny położony w Dystrykcie Judei i Samarii, w zachodniej części Samarii w Izraelu. Miejscowość jest położona pomiędzy terytoriami Autonomii Palestyńskiej.

## Historia
Osada została założona w 1977. W 1984 założono osiedle Ginot Szomeron, a w 1991 osiedle Newe Menachem. W 1991 osiedla zostały połączone pod wspólną nazwą Karne Szomeron. Osada uzyskała wówczas status samorządu lokalnego.

## Demografia
Zgodnie z danymi Izraelskiego Centrum Danych Statystycznych w 2006 roku w osadzie żyło 6,3 tys. mieszkańców.
Populacja osady pod względem wieku (dane z 2006):
| Wiek (w latach) | Procent populacji w % |
| --------------- | --------------------- |
| 0-4             | 10,4%                 |
| 5-9             | 9,7%                  |
| 10-14           | 9,0%                  |
| 15-19           | 12,9%                 |
| 20-29           | 20,4%                 |
| 30-44           | 13,2%                 |
| 45-59           | 17,9%                 |
| ponad 60        | 6,5%                  |

Źródło danych: Central Bureau of Statistics.

## Komunikacja
Przy miasteczku przebiega droga ekspresowa nr 55  (Kefar Sawa-Nablus).

## Edukacja
W mieście znajduje się wiele szkół począwszy od przedszkola aż po szkoły średnie. Szkoły dzielą się na religijne oraz świecie. W Karne Szomeron działa żłobek dla dzieci w wielu od 3 miesięcy do 3 lat oraz przedszkole dla dzieci w wielu od 3 do 6 lat. W dzielnicy Ginot Szomeron znajduje się świecka szkoła podstawowa Rimon School. W mieście działają także szkoły religijne. Dwie szkoły podstawowe Lapidim School oraz Masuah School oraz Talmud Torah HaShomron (Barka’i) przeznaczone wyłącznie dla chłopców. W Karnei Shomron działają religijne szkoły średnie dla chłopców Yeshivat HaShomron, Yeshivat Halichot Olam oraz Ulpanat Lehava przeznaczona dla dziewcząt.